# José Luis Sérsic
José Luis Sérsic (Bella Vista, Corrientes, 6 de mayo de 1933 - Villa Carlos Paz, 19 de julio de 1993) fue un astrónomo argentino conocido sobre todo por sus trabajos en morfología de las galaxias. Fue uno de los pioneros y referentes más importante de la Astronomía Extragaláctica en el Hemisferio Sur.

## Biografía
Cursó los estudios primarios en la escuela Superior Pedro Ferré y los secundarios, dos años en el Colegio Nacional de Bella Vista y tres en el Colegio Nacional Bartolomé Mitre, de Buenos Aires. En 1951 ingresó a la Escuela Superior de Astronomía y Geofísica de la Universidad Nacional de La Plata. Se graduó en 1956, su tesis doctoral se tituló: "La aplicación de un determinado tipo de transformaciones canónicas a la Mecánica Celeste". Existen similitudes entre este trabajo con el método conocido como "método de Hori", aunque este último fue publicado recién diez años después
. En 1957 ingresó en el Observatorio Astronómico de Córdoba (OAC), que llegó a dirigir de 1982 a 1983. Fue también profesor en la Universidad Nacional de Córdoba y miembro del CONICET y de la Royal Astronomical Society.
En la década del 60 el Dr. Sérsic creó el Departamento de Astronomía Extragaláctica del Observatorio Astronómico de Córdoba donde desarrolló sus actividades académicas y de investigación formando sus primeros discípulos. En 1983, este departamento se constituyó en el Programa de Investigaciones en Astronomía Teórica y Experimental (IATE) del CONICET bajo su dirección.
Realizó más de un centenar de publicaciones en revistas especializadas del país y del exterior. Su trabajo ha tenido un importante impacto en la comunidad científica, contabilizándose varias decenas de miles de citas a sus diferentes trabajos.
En 1968 publicó su obra más importante, Atlas de las galaxias australes, el primer atlas de galaxias del sur que contiene fotometría e información morfológica, realizado principalmente en la Estación Astrofísica de Bosque Alegre del Observatorio de Córdoba.
Trabajó activamente junto al Dr. Jorge Sahade en la creación (1969) del Instituto de Astronomía y Física del Espacio (IAFE) en Buenos Aires, cuyo proyecto de organización había oportunamente elaborado. Entre 1977 y 1983 fue asesor para la construcción y puesta en marcha del Complejo Astronómico El Leoncito (CASLEO), en San Juan. Fue miembro de la Asociación Argentina de Astronomía, la Astronomical Society of Pacific, la Royal Astronomical Society, la International Astronomical Union en la que fue representante argentino ante las Asambleas Generales de 1979 y 1985. Se constituyó en Académico Titular de la Academia Nacional de Ciencias (Córdoba) en 1969 y correspondiente de la Academia Nacional de Ciencias Exactas, Físicas y Naturales (Buenos Aires). En su honor la Unión Astronómica Internacional nominó el asteroide 2691 Sersic. En 1983 recibió el Diploma al Mérito de los Premios Konex por su destacada trayectoria como astrónomo.

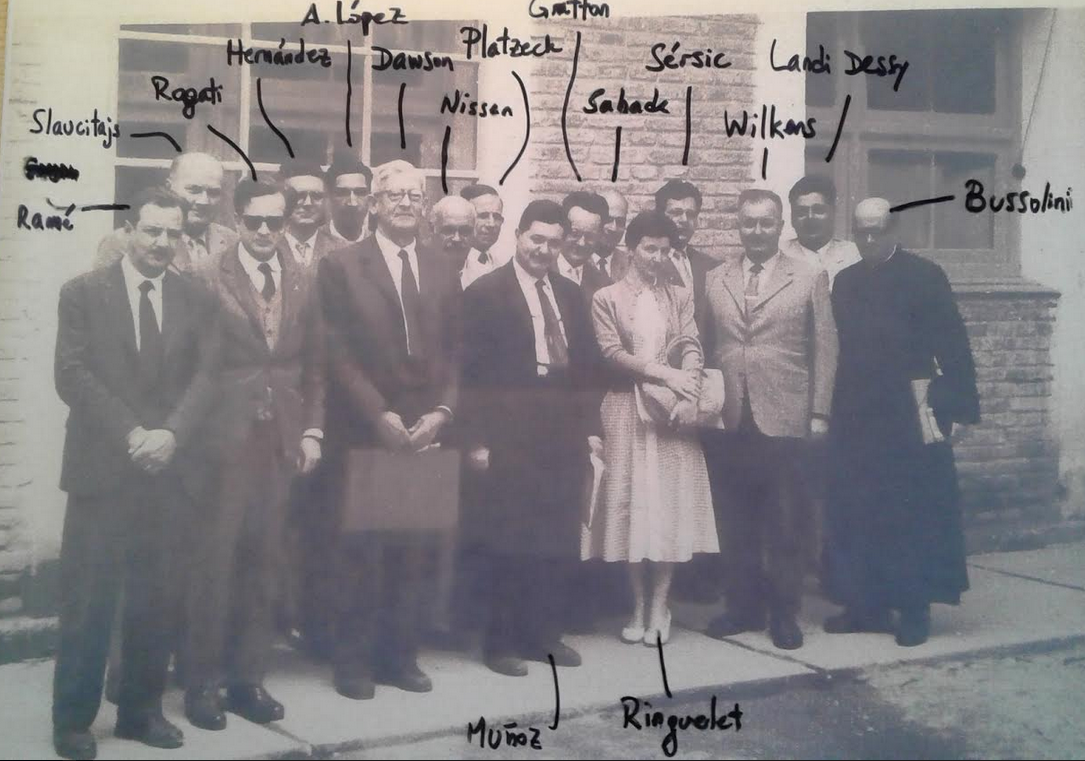
Fundadores de la Asociación Argentina de Astronomia, 1958. Desde la izquierda: M. J. Ramé, Sergei Slaucitajs, Carlos Rogati, Carlos Hernández, Augusto López, Bernhard H. Dawson, Juan José Nissen, Ricardo Platzek, Francisco Muñoz, Livio Gratton, Jorge Sahade, Adela Emilia Ringuelet, José Luis Sérsic, Herbert Wilkens, Jorge Landi Dessy, Juan A. Bussolini.

Es en la rama de la Astronomía Extragaláctica en la que más se cita aún hoy el trabajo de Sérsic, principalmente la Ley de Sérsic o Perfil de Sérsic, que describe el perfil de brillo de cualquier galaxia dada, en función de su brillo central, el radio y de un índice entero {\displaystyle n}. Su libro Extragalactic Astronomy, originado en las notas de clase de la materia “Problemas de Astronomía Extragaláctica” que dictará durante 20 años en el OAC, se ha convertido en un clásico del tema, habiendo sido traducido inclusive al chino; con versiones reducidas editadas parcialmente en La Plata, Santiago de Chile, San Pablo, Río de Janeiro y Paraiba.

## Perfil de Sérsic
El Perfil de Sérsic tiene la forma
{\displaystyle \ln \ I(R)=\ln \ I_{0}-kR^{1/n},}
donde {\displaystyle I_{0}} es la intensidad para {\displaystyle R=0}.
El parámetro {\displaystyle n}, llamado "índice de Sérsic", controla el grado de curvatura del perfil. A menor valor de {\displaystyle n}, menos concentrado será el perfil hacia el centro.
Originalmente, este resultado no tuvo gran repercusión en la comunidad científica de la época. Hoy por hoy, sigue siendo fundamental en el estudio de galaxias.

## La controversia sobre la autoría del Método de Hori
En Mecánica Celeste, es muy utilizado un método simpléctico de integración numérica llamado Método de Hori, en honor a quien en teoría primero lo desarrolló. Sin embargo, existen pruebas escritas (en los anales de la Biblioteca de la Facultad de Ciencias Astronómicas y Geofísicas de la Universidad Nacional de La Plata) que no fue Hori sino Sérsic quien primero desarrollaría el método, diez años antes, en su tesis doctoral. Esta tesis no sería publicada en revistas internacionales debido a que Sérsic dejaría la Mecánica Celeste para dedicarse a la Astrofísica Extragaláctica. Aún hoy persiste la controversia acerca de la autoría de dicho método.